# Bahnhof Tenkūbashi
Der Bahnhof Tenkūbashi (jap. 天空橋駅, Tenkūbashi-eki) ist ein unterirdischer Bahnhof im Bezirk Ōta der japanischen Hauptstadt Tokio. Er liegt in der Nähe des Flughafens Haneda und wird gemeinsam von den Bahngesellschaften Keikyū und Tokyo Monorail betrieben.

## Verbindungen
In Tenkūbashi kreuzen sich zwei Strecken auf unterschiedlichen Ebenen. Einerseits handelt es sich um die von Keikyū Kamata her kommende Keikyū-Flughafenlinie der Bahngesellschaft Keikyū, andererseits um die in Hamamatsuchō beginnende Einschienenbahn Tokyo Monorail (auch Haneda-Linie genannt). Beide Strecken treffen in Tenkūbashi aufeinander und führen weiter zum Flughafen Haneda.
Auf der Keikyū-Flughafenlinie bieten Nahverkehrszüge tagsüber einen Zehn-Minuten-Takt an. Während der Hauptverkehrszeit sind es stündlich bis zu 13 Verbindungen. Züge vom Flughafen verkehren ab Keikyū-Kamata auf der anschließenden Keikyū-Hauptlinie weiter (Durchbindung); wahlweise Richtung Yokohama (Fahrtrichtungswechsel in Kamata) oder Richtung Shinagawa. In den Randstunden halten vereinzelte Schnellzüge der Zuggattungen Limited Express und Airport Express auch in Tenkūbashi. Tagsüber bietet die Einschienenbahn ebenfalls einen Zehn-Minuten-Takt an; dieser wird während der Hauptverkehrszeit auf vier bis fünf Minuten verdichtet. Expresszüge halten hier keine.
Früher fuhren Busse von verschiedenen Haltestellen am Straßenrand oder beim nahe gelegenen Haneda-Busdepot ab. Auf dem Bahnhofsvorplatz wurde im Juli 2020 ein neuer Busbahnhof eröffnet, wobei die Inbetriebnahme gestaffelt in drei Etappen bis April 2022 erfolgte. Bedient wird er von 20 Buslinien der Gesellschaften Keihin Kyūkō Bus und Kawasaki Tsurumi Rinkō Bus. Diese nutzen vier Bussteige, zwei weitere dienen als Reserve für einen geplanten zukünftigen Ausbau des Angebots.

## Anlage
Der Turmbahnhofkomplex besteht aus zwei Tunnelbahnhöfen auf unterschiedlichen Ebenen sowie zwei Empfangsgebäuden an der Oberfläche. Er befindet sich im äußersten Südwesten des zum Tokioter Bezirk Ōta gehörenden Stadtteils Hanedakūkō, der durch Landgewinnung entstand und im Wesentlichen das Flughafengelände umfasst. Unmittelbar westlich davon verläuft der Fluss Ebitori, ein schmaler Seitenarm des Tama. Im Norden stehen die Wartungseinrichtungen zahlreicher Unternehmen und weitere flugnahe Betriebe. Östlich angrenzend standen bis 1993 ein Terminal für Inlandflüge und bis 1998 ein internationaler Terminal. Die Gebäude wurden später abgerissen und auf dem frei gewordenen Gelände entstand ab 2018 das Geschäftsviertel Haneda Innovation City, das von 2020 bis 2023 etappenweise eröffnet wird.
Das Keikyū-Empfangsgebäude steht an der Westseite eines großen Bahnhofsvorplatzes. Es ermöglicht den Zugang zur Verteilerebene, von wo aus Treppen, Rolltreppen und Aufzüge zur zweiten Ebene hinunter führen. Dort verlaufen in West-Ost-Richtung zwei Gleise an zwei Seitenbahnsteigen. Die blauen Kachelwände sollen den Himmel symbolisieren. Von der Verteilerebene aus führen unterirdische Verbindungsgänge zur Haneda Innovation City und zum Empfangsgebäude der Einschienenbahn an der Nordseite des Vorplatzes. Die Gebäudeform ist dem Motor eines Düsenflugzeugs nachempfunden. Treppen, Rolltreppen und Aufzüge führen von der Eingangshalle direkt zur Bahnsteigebene hinunter, wobei die beiden Seitenbahnsteige mit Bahnsteigtüren ausgestattet sind.
Im Fiskaljahr 2019 nutzten durchschnittlich 33.849 Fahrgäste täglich den Bahnhof. Davon entfielen 20.774 auf Keikyū und 13.075 auf Tokyo Monorail.

## Bilder

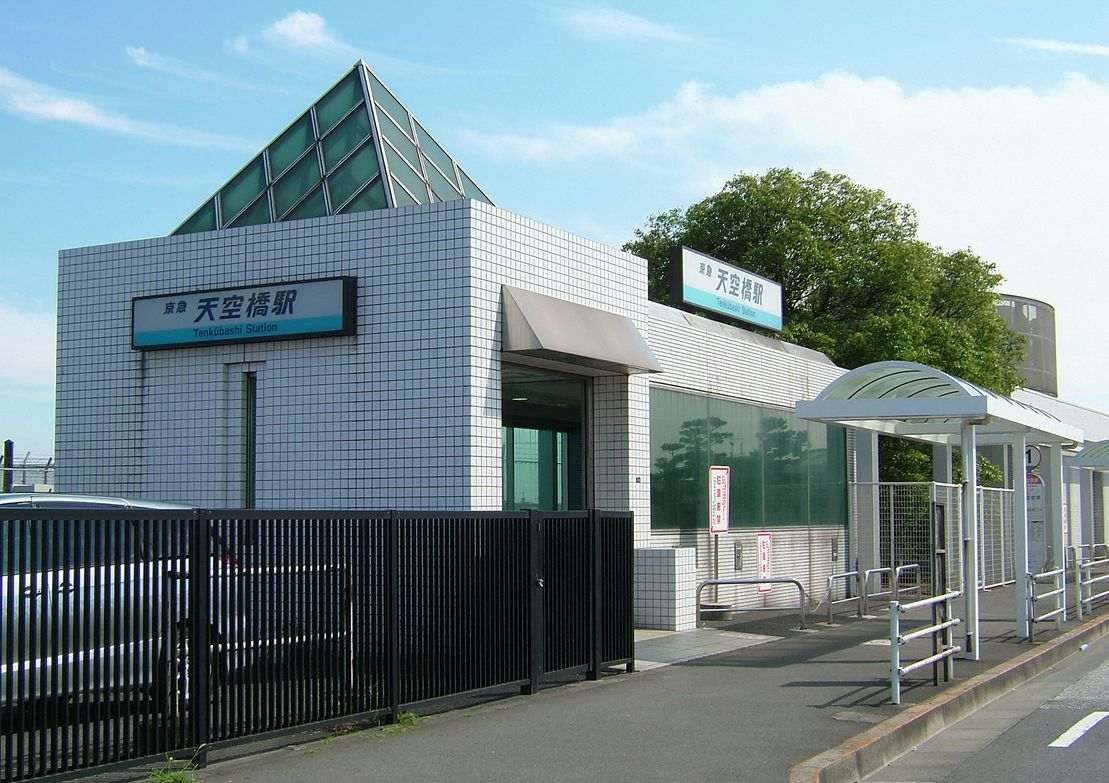
Keikyū-Empfangsgebäude
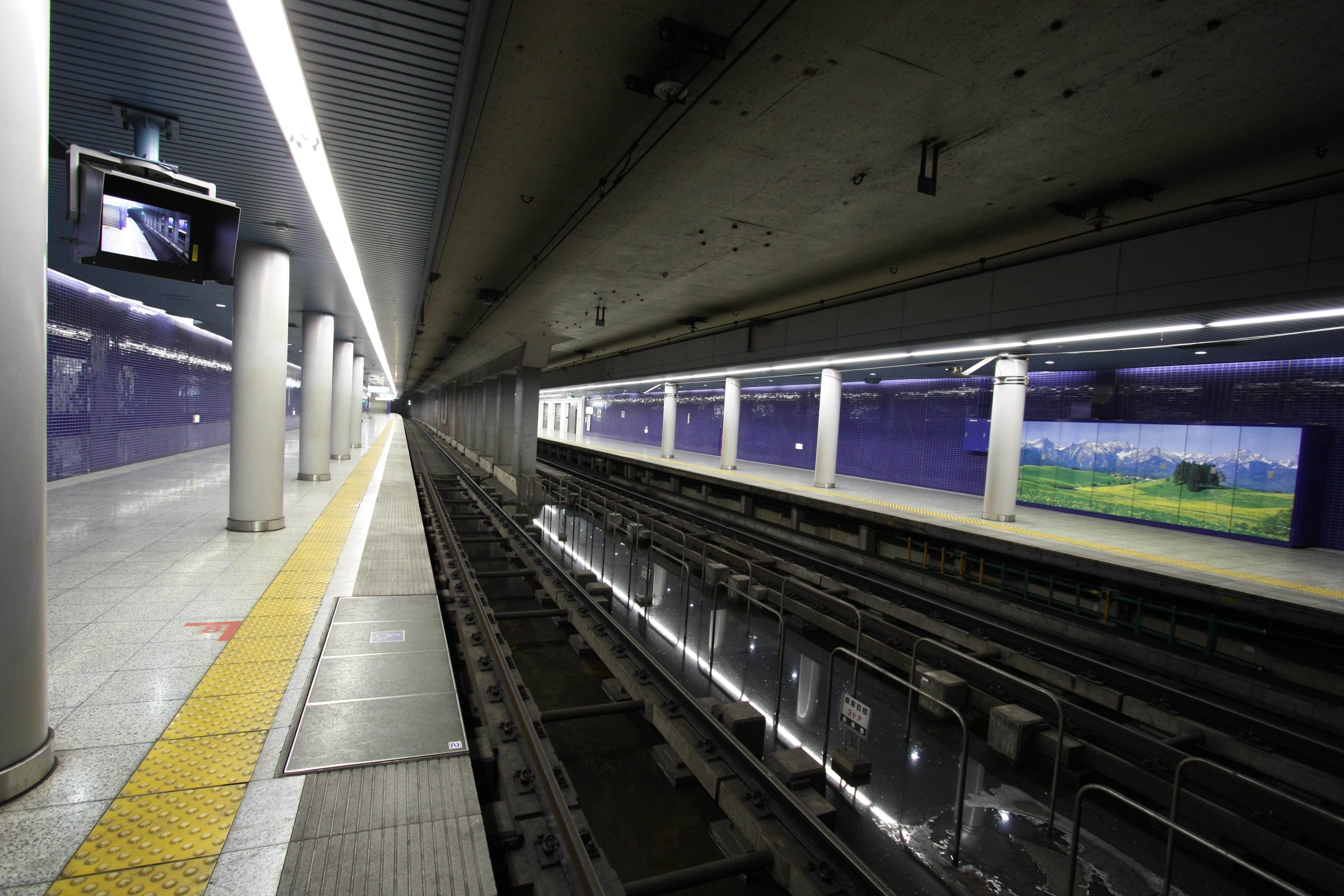
Keikyū-Bahnsteige
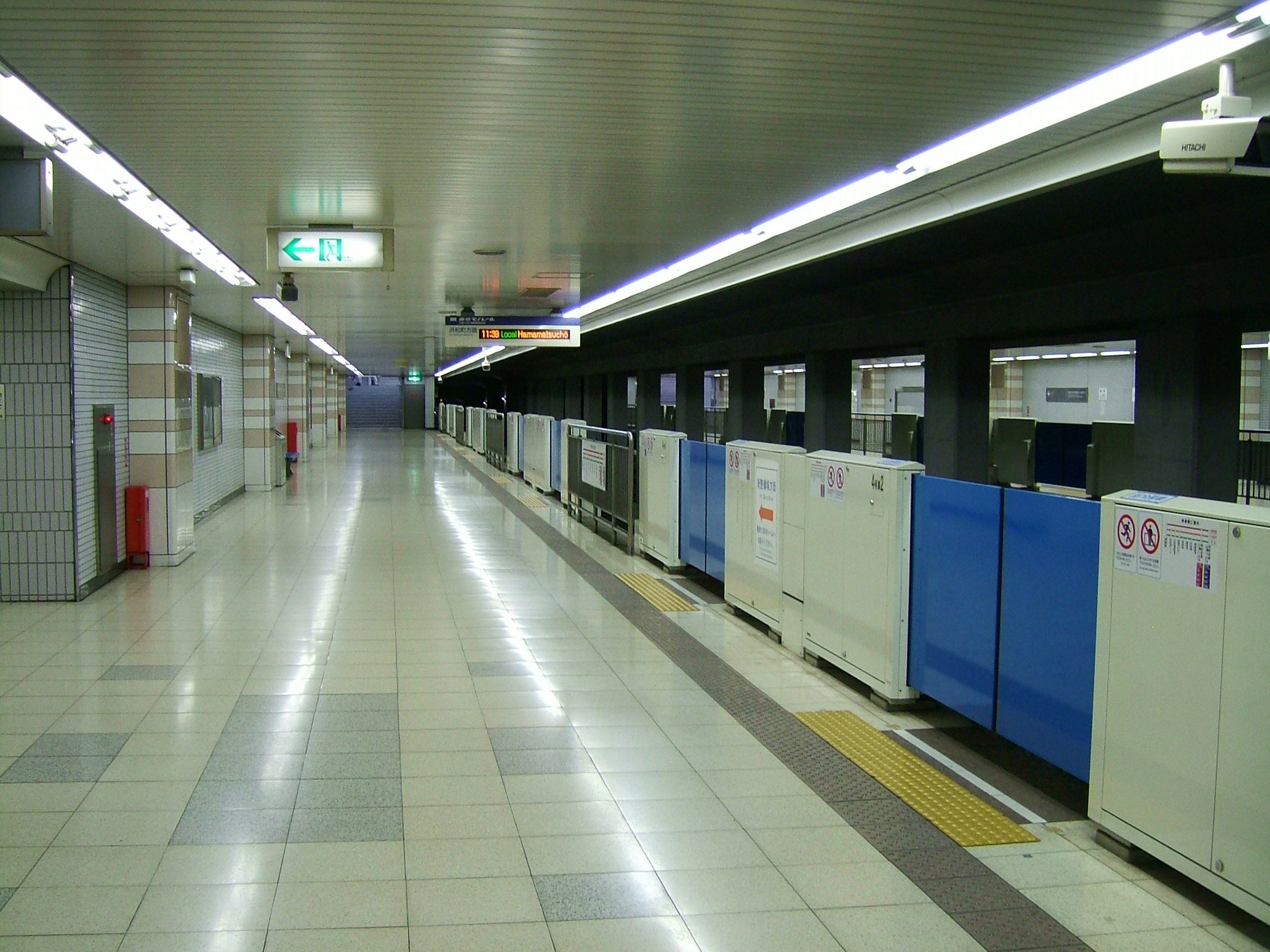
Bahnsteige der Tokyo Monorail
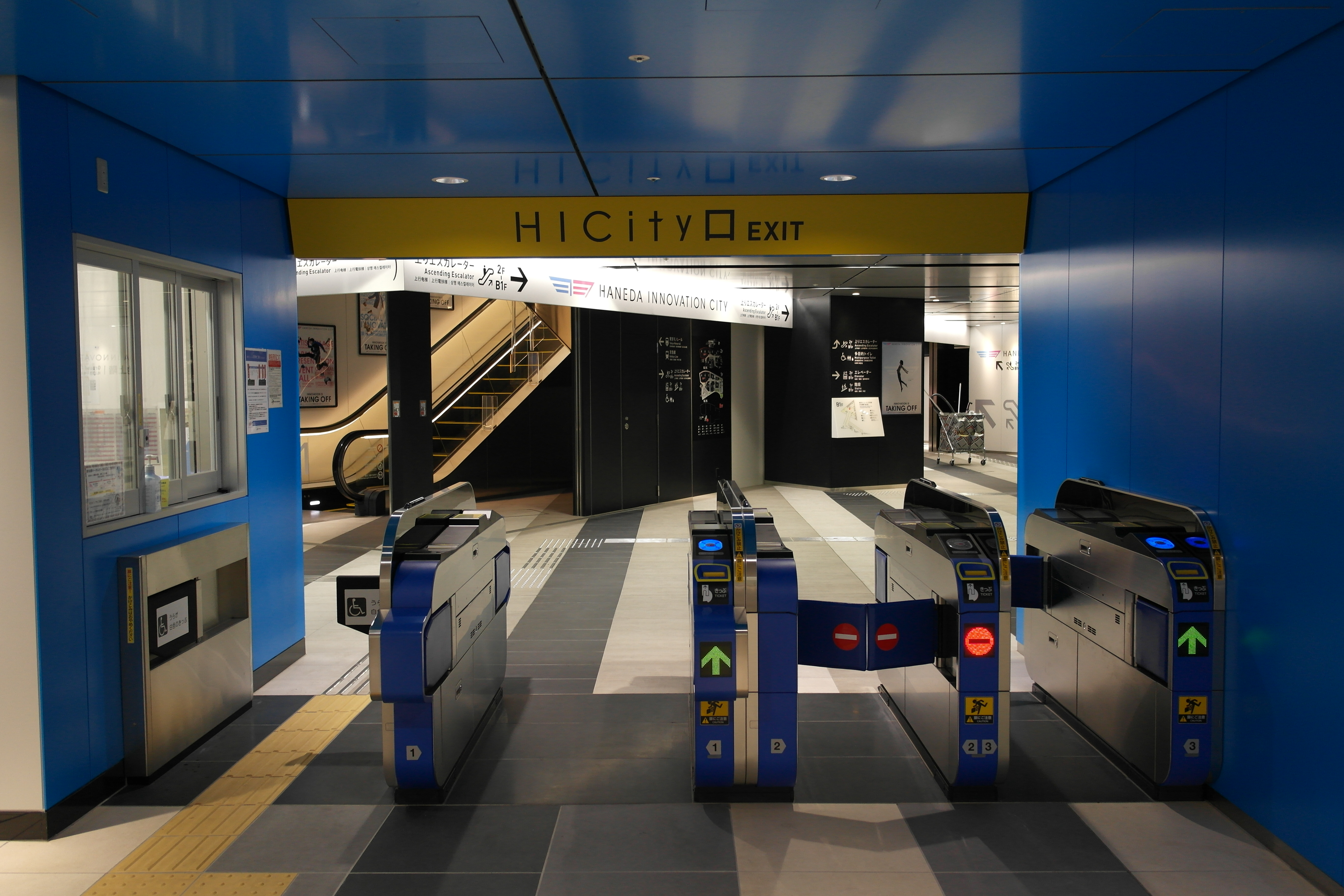
Zugang zur Haneda Innovation City

## Gleise
Keikyū:
| 1 | ▉ Keikyū-Flughafenlinie | Haneda Airport Terminal 1·2          |
| 2 | ▉ Keikyū-Flughafenlinie | Keikyū Kamata • Shinagawa • Yokohama |

Tokyo Monorail:
| 1 | ▉ Keikyūlinie  | Haneda Airport Terminal 2   |
| 2 | ▉ Haneda-Linie | Tennōzu Isle • Hamamatsuchō |

## Linien
| Verlauf der Keikyū-Flughafenlinie                                                                                      |
| --- |
| Keikyū Kamata • Kōjiya • Ōtorii • Anamori-inari • Tenkūbashi • Haneda Airport Terminal 3 • Haneda Airport Terminal 1·2 |

## Geschichte
Fast vier Jahrzehnte lang war der Vorgänger dieses Bahnhofs der am nächsten beim Flughafen Haneda gelegene Zugang zum Keikyū-Streckennetz, doch sein Nutzen war gering. Etwa 200 Meter westlich des heutigen Standorts, am gegenüberliegenden Ufer des Ebitori, eröffnete die Keikyū am 20. April 1956 den oberirdischen Bahnhof Haneda-kūkō (羽田空港) als neue Endstation der damals so bezeichneten Anamori-Linie (1963 in Flughafenlinien umbenannt). Von Anfang an war der Bahnhof ungünstig gelegen, denn der Flughafenterminal lag rund 400 Meter weit entfernt. Die Fahrgäste mussten zu Fuß dorthin gelangen und dabei den Fluss auf einer Brücke überqueren. Verantwortlich für die geringe Attraktivität waren auch die eingeschränkte Zugfolge und Kapazität der Flughafenlinie sowie das Fehlen umsteigefreier Verbindungen ins Zentrum von Tokio. Eine Zeitlang existierte eine Busverbindung zwischen dem Flughafenbahnhof und dem Terminal, die jedoch nach kurzer Zeit wegen zu geringer Nachfrage eingestellt und erst in den 1980er Jahren wieder eingerichtet wurde.
Ein weiterer Grund für die geringe Auslastung war die Eröffnung der Einschienenbahn Tokyo Monorail am 17. September 1964, die von Hamamatsuchō aus bis vor das Flughafenterminal verkehrte und somit bedeutend attraktiver war. 1984 begannen umfangreiche Arbeiten für eine bedeutende Erweiterung des Flughafens auf Landgewinnungsflächen in der Bucht von Tokio, mit neuen Terminals und Start-/Landebahnen. Es war absehbar, dass die Einschienenbahn allein nicht ausreichen würde, um den prognostizierten Anstieg der Fahrgastzahlen bewältigen zu können. Die Keikyū ersuchte daher im Juni 1985 bei der Regierung um die Genehmigung für eine Verlängerung der Flughafenlinie und erhielt diese bereits einen Monat später zugesprochen. Die Bauarbeiten begannen im September 1988. Um diese zu erleichtern, legte die Keikyū am 16. Januar 1991 den Bahnhof Haneda-kūkō still und zog die Flughafenlinie vorübergehend nach Anamori-inari zurück. Der Standort des stillgelegten Bahnhofs wird heute als Parkplatz genutzt.
Am 1. April 1993 eröffnete die Keikyū den neuen Tunnelbahnhof am heutigen Standort, zunächst unter dem Namen Haneda (羽田). Außerdem wurde die Fußgängerbrücke über den Ebitori am selben Tag auf Anregung der lokalen Bevölkerung in Tenkū-bashi („Himmelsbrücke“) umbenannt. In der Zwischenzeit hatte die Tokyo Monorail ebenfalls einen neuen Tunnelbahnhof für die Einschienenbahn gebaut, der mit dem Keikyū-Bahnhof verbunden war. Die Eröffnung erfolgte am 27. September desselben Jahres, gleichzeitig mit der Verlängerung zu den neuen Terminals in der Mitte des erweiterten Flughafengeländes. Im Vergleich zu früher war der Zugang zum Flughafen für Keikyū-Fahrgäste nun deutlich bequemer, erforderte aber noch immer ein Umsteigen auf die Einschienenbahn. Am 18. November 1998 wurde die Keikyū-Flughafenlinie zum zentral gelegenen Bahnhof Haneda Airport Terminal 1·2 verlängert. Um Missverständnissen vorzubeugen, wurde der Bahnhof Haneda am selben Tag in Tenkūbashi umbenannt. Am 25. Juni 2020 erhielt der Bahnhof den Zusatznamen Haneda Innovation City, um auf das neue Geschäftsviertel hinzuweisen, das auf dem Gelände des zwischenzeitlich abgerissenen ersten Terminals erbaut worden war. Seit dem 3. Juli desselben Jahres besteht ein direkter Zugang dorthin.